# Draconarius yunzhii
Espèce
Draconarius yunzhii est une espèce d'araignées aranéomorphes de la famille des Agelenidae.

## Distribution
Cette espèce est endémique du Shandong en Chine,. Elle se rencontre dans le district de Laoshan.

## Description
Le mâle holotype mesure 4,15 mm.

## Systématique et taxinomie
Cette espèce a été décrite par Wei, Liu, Nan et Liu en 2025.

## Étymologie
Cette espèce est nommée en l'honneur de Yun-zhi Sun.

## Publication originale
- Wei, Liu, Nan & Liu, 2025 : « Two new species of the genus Draconarius (Araneae, Agelenidae) from northern China. » Acta Arachnologica Sinica, vol. 34, no 1, p. 1-6.